# Modius Iulius

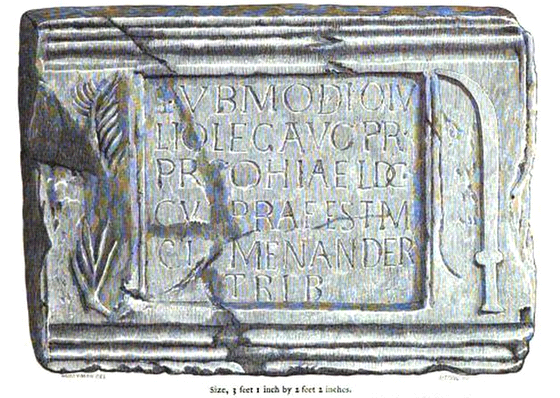
Die Steinplatte mit der Inschrift

Modius Iulius (sein Praenomen ist nicht bekannt) war ein im 3. Jahrhundert n. Chr. lebender Angehöriger des römischen Senatorenstandes.
Durch zwei Inschriften, die bei den ehemaligen römischen Militärlagern Camboglanna und Castra Exploratorum gefunden wurden, ist belegt, dass Modius Iulius Statthalter (Legatus Augusti pro praetore) der Provinz Britannia inferior war. Als Statthalter der Provinz Britannia inferior war er zugleich auch Kommandeur (Legatus legionis) der Legio VI Victrix, die ihr Hauptlager in Eboracum, dem heutigen York hatte.

## Datierung
Die Inschrift aus Camboglanna wird bei der Epigraphik-Datenbank Clauss-Slaby (EDCS), bei der Epigraphischen Datenbank Heidelberg (EDH) und bei Roman Inscriptions of Britain (RIB) in das Jahr 219 n. Chr. datiert. Die Inschrift aus Castra Exploratorum wird bei der EDCS und bei der EDH in das Jahr 219 n. Chr. datiert.